# Actinella fausta
Actinella fausta е вид охлюв от семейство Hygromiidae. Видът не е застрашен от изчезване.

## Разпространение и местообитание
Разпространен е в Португалия (Мадейра).
Обитава долини, храсталаци, крайбрежия и плажове.